# Zpěvy páteční
Zpěvy páteční jsou poslední básnickou sbírkou Jana Nerudy. Vznikaly zřejmě v posledním desetiletí autorova života a zůstaly nedokončeny. Poprvé vyšly až po Nerudově smrti v roce 1896, kdy je k vydání připravil básník Jaroslav Vrchlický, avšak některé jednotlivé básně vyšly prokazatelně mnohem dříve.
Sbírka obsahuje 10 lyrických básní s národnostní a vlasteneckou tematikou. S patosem v nich autor vytváří obraz trpícího národa, tvrdého zápasu za jeho existenci i naděje na lepší budoucnost, o kterou je třeba bojovat v duchu odkazu slavných předků. Jednotlivé básně jsou psány jako žalozpěvy nebo hymny.

## Vybrané básně

### Moje barva červená a bílá
Oslavná hymna na tehdejší český prapor tvořený červeným a bílým pruhem. Autor oslavuje krásu vlajícího praporu, spojení barev přirovnává ke krvi a vroucí bílé pěně, nebo ke sněhové návěji pokropené krví, k barvě života a barvě smrti. Pak připodobňuje prapor k národu a jeho proměnlivému osudu. Nakonec vyzývá barvy praporu, aby vedly jako světla národ bojem i mírem.

### Ecce homo
Báseň zaměřená na protiklady postihující český národ a vyzývající k jednotě národů. Neruda přemýšlí nad dvěma obrazy za výkladní skříní – „Ecce homo“ a „Když na lid český padla persekuce“. První ukazuje Boha a jeho učení, druhý ty, kteří vraždí v jeho jménu. Přemýšlí nad touto nesrovnalostí a klade si otázku, zda to tak bude vždy. Hledá odpověď vzpomínkou na mládí, kdy se domníval, že každý národ to se svobodou a bratrstvím myslí stejně, ale teď ví, že to byla jen „bludná náhoda“. Končí konstatování, že nikdo nepronesl trpčí slovo než „Ecce homo“.

### Láska
V této básni se autor vyjadřuje o svém vřelém vztahu k českému národu. Nevadí mu, že malému a chudému národu se ve světě každý vyhýbá, on jej přesto miluje jako dívčici a nehledí přitom na drobné nedostatky. Nenechá se strhnout názory některých lidí, ale věří své matce, která jej naučila lásce k vlastnímu národu. Nikoho jiného nechce milovat v širém světě a zatímco matku přežil a drží si její památku národ by nepřežil, kdyby jej ztratil.

### Jen dál!
Hymna vyzývající k velkým činům celý národ, i když mu budou padat do cesty překážky. Vyzývá k novým činům v novém čase a přirovnává dávnou slávu k brázdě za korábem na moři a přitom vyzývá k napnutí plachet a pokračování dál. Chce umlčet hlasy hovořící o nepřízni doby, chce odstranit klímání u kormidla a nutí k okamžitému činu, protože „kdo chvíli stál, již stojí opodál“. Burcuje k činům celých mužů a i když nevíme co přinese budoucnost, je třeba využít všeho co máme k dalším vítězstvím. Každý jsme součástí národa, který společně držíme pohromadě, a každý nemáme znát odpočinku a máme se mít stále k činu.

### Dílo online
- NERUDA, Jan. Zpěvy páteční. Ilustrace Viktor Oliva. Praha: F. Topič, 1896. 25 s. Dostupné online.